# Родригесово шаварче
Родригесово шаварче (Acrocephalus rodericanus) е вид птица от семейство Acrocephalidae. Видът е почти застрашен от изчезване.

## Разпространение
Разпространен е в Мавриций.